# Карменсита
Кармен Досет Морено (исп. Carmen Dauset Moreno), более известная просто как Карменсита (исп. Carmencita; 1868—1910), — исполнительница испанских танцев в американских водевилях и мюзик-холлах.

## Биография
Кармен Досет Морено родилась в Альмерии (Андалусия, Испания). Она брала уроки танцев в Малаге и впервые выступила в качестве профессиональной танцовщицы на сцене малагского театра Сервантеса в 1880 году. В 1882 году она гастролировала по Испании, а затем побывала в Париже и Португалии. В период проведения Всемирной выставки 1889 года Карменсита вернулась в Париж, где выступала в Новом цирке (фр. Nouveau cirque). Там её заметил театральный агент Болоши Киральфи, который впоследствии убедил её переехать в США с собой в качестве её агента. Карменсита дебютировала на сцене Нью-Йорка 17 августа 1889 года, танцуя в балете «Антиопа». Её сотрудничество с Киральфи закончилась в начале 1890 года, с 10 февраля 1890 года она работала под управлением Джона Костера и Альберта Биала в их концертном зале на 23-й улице. В течение следующих нескольких лет Карменсита приобрела славу, выступая в крупных американских городах. В ноябре и начале декабря 1894 года она танцевала в новом мюзик-холле Костера и Биала, а вскоре после этого продала своё имущество и вернулась в Европу. В феврале 1895 года Карменсита выступала в театре Палас в Лондоне, а затем периодически в парижском Театре новинок.

## В живописи и кино
Карменсита была музой для множества деятелей искусства. Её портреты писали такие известные художники, как Джон Сингер Сарджент, Уильям Меррит Чейз и Джеймс Кэрролл Беквит. Также она снялась в короткометражном фильме «Карменсита», одной из первых кинолент о театре.
По словам историка кино Чарльза Муссера, Карменсита была первой женщиной, появившейся в современном кинофильме, снятом для коммерческих целей, и, возможно, первой женщиной, появившейся в кинофильме в США. В фильме записано, как она исполняет свой обычный танец, который она исполняла в Мюзик-холле Костера и Биала в Нью-Йорке с февраля 1890 года.
- Карменсита в одноимённом фильме

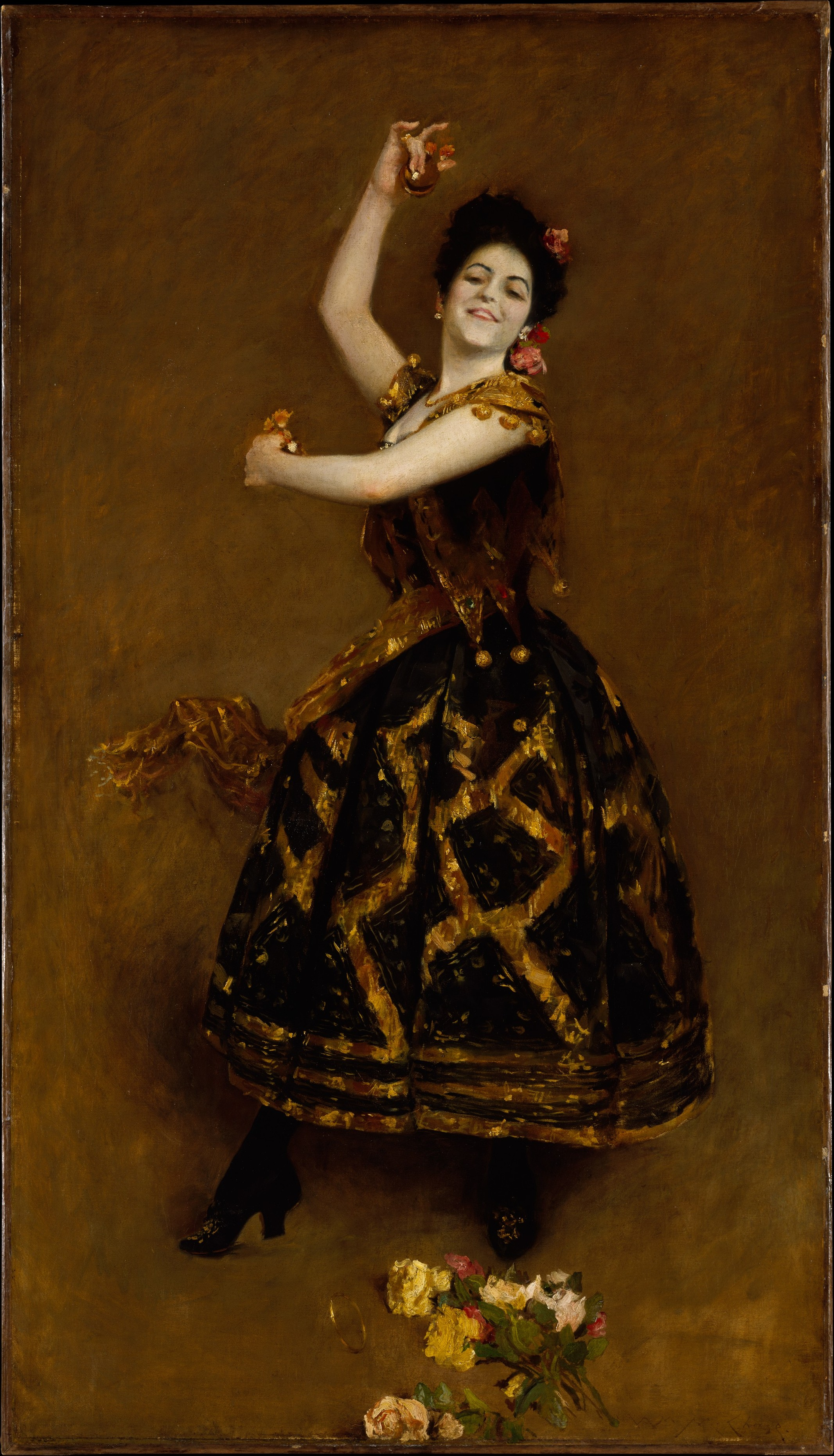
Карменсита в изображении Уильяма Чейза
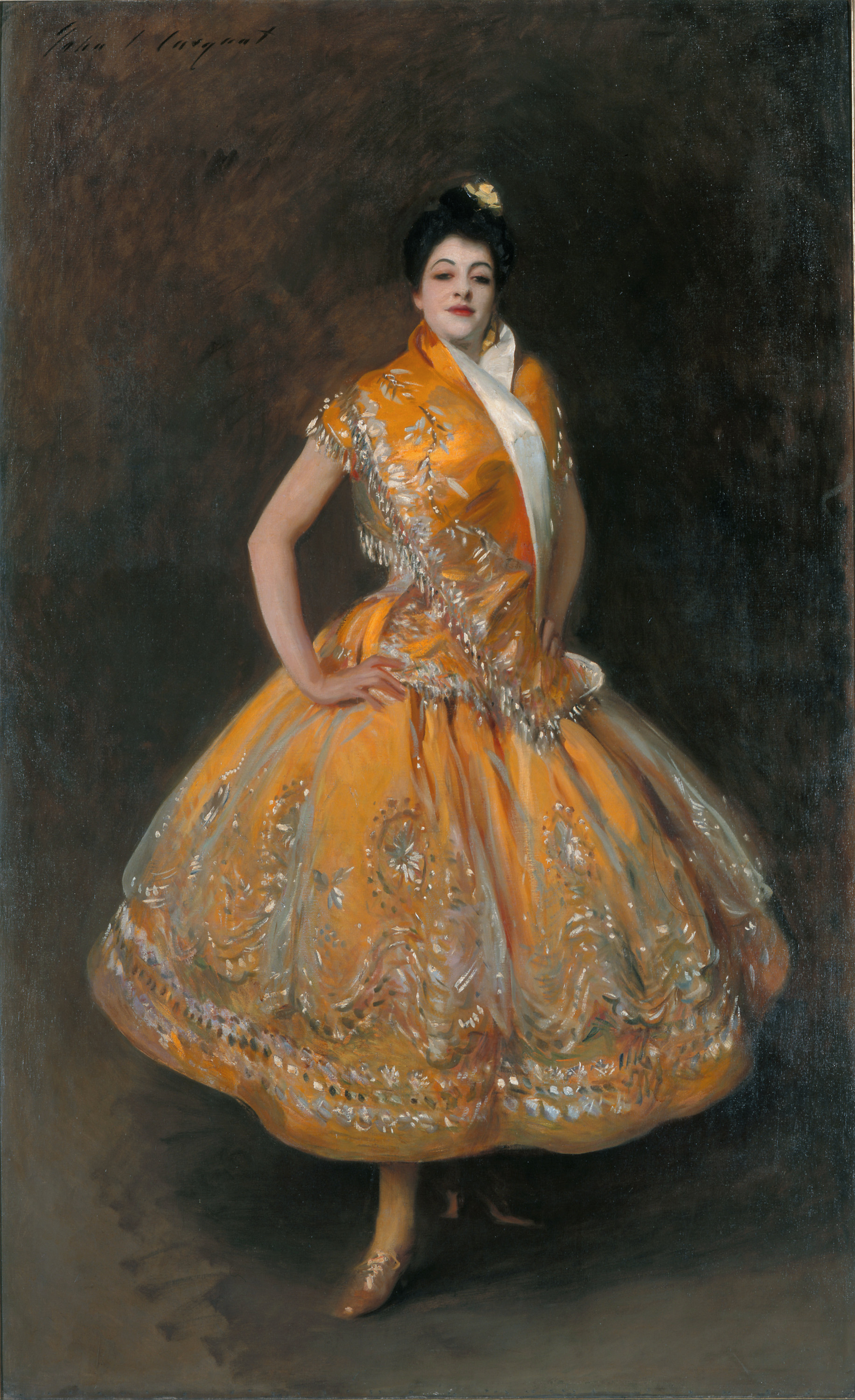
Карменсита в изображении Джона Сингера Сарджента
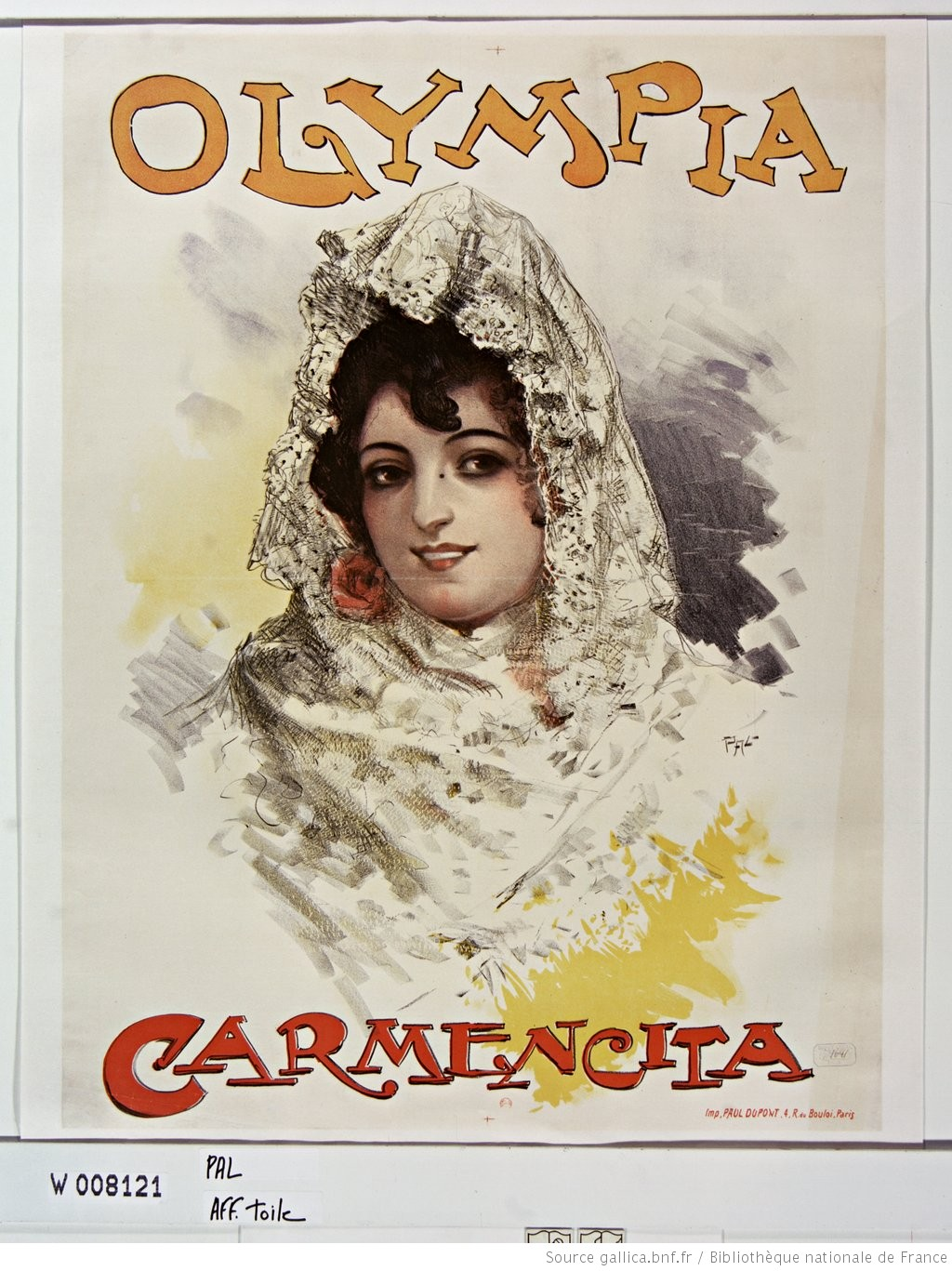
Постер с Карменситой для парижского мюзик-холла «Олимпия»

## Фильмография
| Год  | фильм      | Роль       | Другие примечания        |
| ---- | ---------- | ---------- | ------------------------ |
| 1894 | Карменсита | Карменсита | Единственный исполнитель |